# Püggen
Püggen ist ein Ortsteil der Gemeinde Kuhfelde der Verbandsgemeinde Beetzendorf-Diesdorf im Altmarkkreis Salzwedel in Sachsen-Anhalt.

## Geographie
Püggen, ein deformiertes Angerdorf mit Kirche, liegt rund 15 Kilometer südwestlich der Kreisstadt Salzwedel zwischen Salzwedel und Wolfsburg. Östlich erhebt sich der etwa 33 Meter hohe Teufelsberg. Ist Osten fließt der Grenzgraben Püggen über die Hartau in die Jeetze.
Nachbarorte sind Groß Bierstedt und Klein Bierstedt im Westen, Hohenlangenbeck im Norden, Siedenlangenbeck und Gischau im Nordosten und Rohrberg im Südwesten.

## Geschichte

### Mittelalter bis Neuzeit
Im Jahre 1309 wird Hynricus de Puͤckene in Salzwedel erwähnt.
Im Landbuch der Mark Brandenburg von 1375 wird das Dorf als Puͤtken aufgeführt. Die von dem Knesebeck hatten hier Einnahmen und Rechte, die zum Teil weiterverlehnt waren. Seit 1425 bzw. 1426 war das Dorf im Pfandbesitz der von der Schulenburg später wurde es zwischen den von dem Knesebeck zu Tylsen und den von der Schulenburg geteilt.
Die Großsteingräber bei Püggen wurden im 19. Jahrhundert zerstört.
Die Wüstung Übbesitz liegt etwa ein Kilometer nordwestlich von Püggen am Wege von Groß Bierstedt nach Hohenlangenbeck, südöstlich am Heidberg an einem Ort, wo viele Wege zusammenlaufen. Die Flurbezeichnung „die Hofstellen“ bezeichnet Grundstücke, die die Rundlingsanlage der alten wendischen Siedlung nachweisen. Ein Gebiet im Nordwesten der Gemarkung von Püggen wird jetzt noch „Mark Upsitz“ genannt.
Im Jahre 1955 wurde eine erste Landwirtschaftliche Produktionsgenossenschaft vom Typ III, die LPG „Morgenrot“, gegründet.
Bis zum 30. Juni 2009 war Püggen mit 50 Einwohnern (31. Dezember 2007) die kleinste Gemeinde in Sachsen-Anhalt.

### Eingemeindungen
Püggen gehörte ursprünglich zum Salzwedelischen Kreis der Mark Brandenburg in der Altmark. Von 1807 bis 1813 lag es im Kanton Beetzendorf auf dem Territorium des napoleonischen Königreichs Westphalen. Nach weiteren Änderungen kam es 1816 in den Kreis Salzwedel, den späteren Landkreis Salzwedel im Regierungsbezirk Magdeburg in der Provinz Sachsen in Preußen.
Am 25. Juli 1952 wurde die Gemeinde Püggen in den Kreis Salzwedel umgegliedert. Am 1. Juli 1994 kam die Gemeinde zum Altmarkkreis Salzwedel.
Durch einen Gebietsänderungsvertrag beschlossen die Gemeinderäte der Gemeinden Kuhfelde, Siedenlangenbeck, Valfitz und Püggen, dass ihre Gemeinden aufgelöst und zu einer neuen Gemeinde namens Kuhfelde vereinigt werden. Dieser Vertrag wurde vom Landkreis als unterer Kommunalaufsichtsbehörde genehmigt und trat am 1. Juli 2009 in Kraft.

### Einwohnerentwicklung
| Jahr | Einwohner |
| ---- | --------- |
| 1734 | 076       |
| 1774 | 118       |
| 1789 | 196       |
| 1798 | 122       |
| 1801 | 121       |
| 1818 | 078       |

| Jahr | Einwohner |
| ---- | --------- |
| 1840 | 159       |
| 1864 | 163       |
| 1871 | 174       |
| 1885 | 175       |
| 1892 | [00]158   |
| 1895 | 153       |

| Jahr | Einwohner |
| ---- | --------- |
| 1900 | [00]139   |
| 1905 | 156       |
| 1910 | [00]146   |
| 1925 | 173       |
| 1939 | 167       |
| 1946 | 240       |

| Jahr | Einwohner |
| ---- | --------- |
| 1964 | 144       |
| 1971 | 115       |
| 1981 | 081       |
| 1993 | 069       |
| 2006 | 047       |
| 2007 | 050       |

| Jahr | Einwohner |
| ---- | --------- |
| 2015 | [00]53    |
| 2018 | [00]51    |
| 2020 | [00]47    |
| 2021 | [00]46    |
| 2022 | [00]50    |
| 2023 | [0]46     |

Quelle, wenn nicht angegeben, bis 2006:

## Religion
Die evangelische Kirchengemeinde Püggen, die früher zur Pfarrei Rohrberg gehörte, gehört seit 2003 zum Kirchspiel Rohrberg. Sie wird heute betreut vom Pfarrbereich Beetzendorf im Kirchenkreis Salzwedel im Bischofssprengel Magdeburg der Evangelischen Kirche in Mitteldeutschland.

## Politik
Letzte Bürgermeisterin Püggens war Gudrun Ahlfeld.

## Kultur und Sehenswürdigkeiten
- Die evangelische Dorfkirche Püggen ist ein kleiner rechteckiger spätgotischer Feldsteinbau mit einem Westgiebel aus Backstein, der im späten 19. Jahrhundert angefügt wurde.[16] Die Kirche ist eine Filialkirche der Kirche in Rohrberg.[17]
- Der Friedhof liegt im Westen des Dorfes.

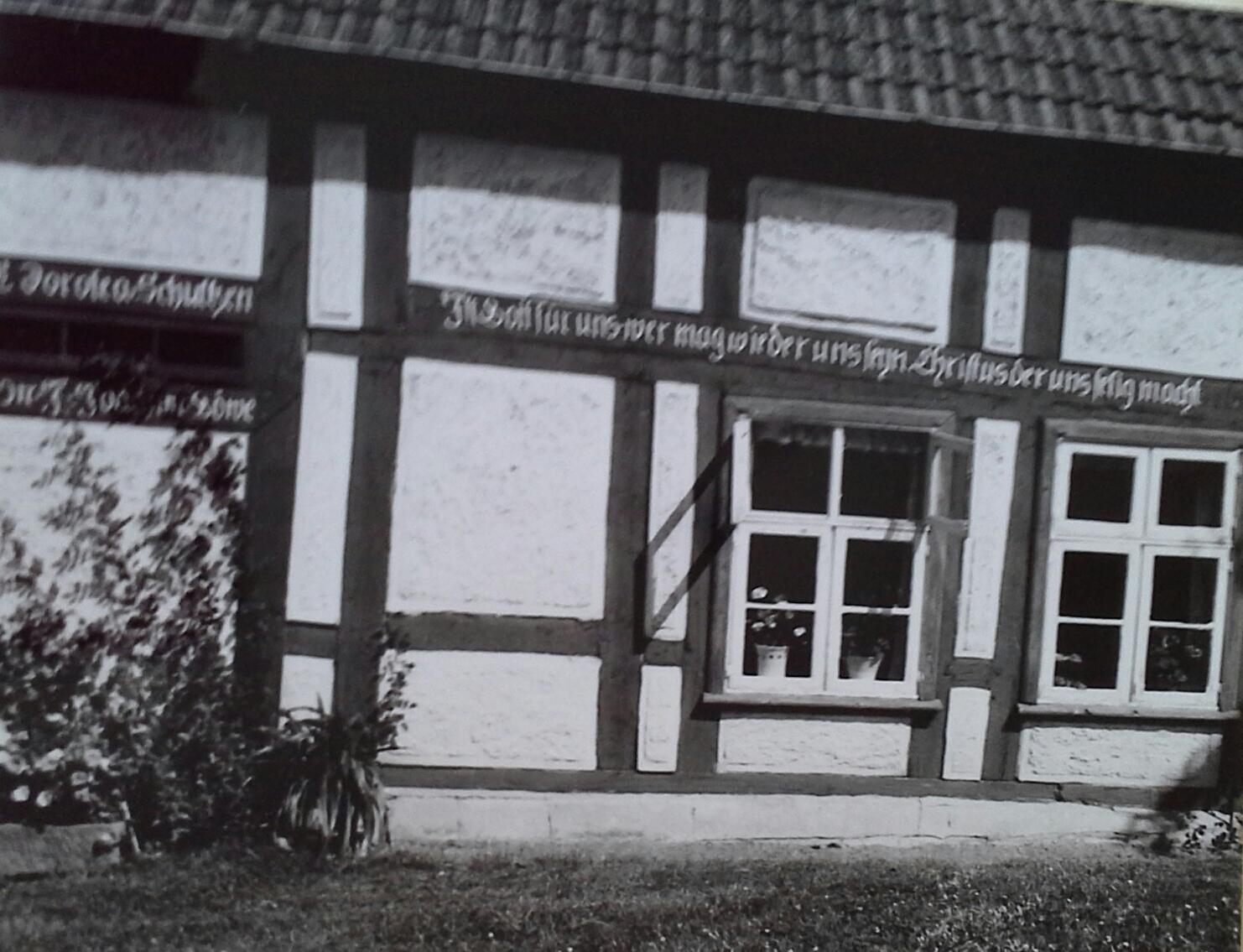
Das Haus der Textilgestalterin Christamaria Meyer († 2007) in Püggen.

- Das Haus der Textilgestalterin Christamaria Meyer († 2007) in Püggen.

## Verkehr
Durch Püggen führt die Bundesstraße 248 in Richtung Salzwedel und Wolfsburg. Die in der Nähe liegende Bahnstrecke Oebisfelde–Salzwedel ist stillgelegt.